# Uttar Pirpur
Uttar Pirpur è una suddivisione dell'India, classificata come census town, di 4.789 abitanti, situata nel distretto di Howrah, nello stato federato del Bengala Occidentale. In base al numero di abitanti la città rientra nella classe VI (meno di 5.000 persone).

## Geografia fisica
La città è situata a 22° 29' 30 N e 88° 05' 53 E.

## Società

### Evoluzione demografica
Al censimento del 2001 la popolazione di Uttar Pirpur assommava a 4.789 persone, delle quali 2.475 maschi e 2.314 femmine. I bambini di età inferiore o uguale ai sei anni assommavano a 622, dei quali 332 maschi e 290 femmine. Infine, coloro che erano in grado di saper almeno leggere e scrivere erano 3.032, dei quali 1.701 maschi e 1.331 femmine.